# Жабинецька Дача
Жабине́цька Да́ча — заповідне урочище в Україні. Розташоване в межах Гуківської сільської громади Кам'янець-Подільського району Хмельницької області, на захід від села Жабинці. 
Площа 180 га. Статус надано згідно з рішенням Хмельницького облвиконкому від 19.10.1988 року № 153. Перебуває у віданні: ДП «Кам'янець-Подільський лісгосп» (урочище «Жабинецькі Дачі», кв. 1, 4, 5, 8). 
Статус надано для збереження частини лісового масиву з буковими насадженнями. Зростають рослини, занесені до Червоної книги України, зокрема лілія лісова.
Заповідне урочище «Жабинецька Дача» входить до складу національного природного парку «Подільські Товтри».